# Yes Man (romanzo)
Yes Man è un romanzo autobiografico ed umoristico scritto da Danny Wallace, basata su un anno di vita dell'autore, nel quale scelse di dire «sì» a tutte le proposte che gli venissero fatte. Il romanzo è stato liberamente adattato nel film del 2008 Yes Man, in cui Jim Carrey interpreta il protagonista Carl.

## Trama
Danny Wallace, un giovane produttore freelance londinese di programmi radiofonici per la BBC, prende tre semplici parole pronunciate da uno sconosciuto su un autobus, «Di' più "sì"», come una sfida personale e decide di dire «sì» a tutto per un anno. Dice di «sì» ai libellisti per la strada, accetta tutte le offerte ricevute per posta o via Internet. Partecipa agli incontri di un gruppo che sostiene che gli alieni abbiano costruito le piramidi d'Egitto, dice di «sì» ad ogni invito di visitare altre città e favorisce la propria carriera dicendo «sì» durante le riunioni con i dirigenti.

## Edizioni
- (EN) Danny Wallace, Yes Man, Simon Spotlight Entertainment, 2006,  p. 371, ISBN 1-4169-1834-5.
- Danny Wallace, Yes Man, traduzione di Colombo A., Frezza Pavese P., collana Omnibus, Arnoldo Mondadori Editore, 2006,  p. 405, ISBN 88-04-55090-2.